# Kevin Séraphin
Kevin Séraphin (Caiena, 7 de setembro de 1989) é um basquetebolista profissional francês. Ele começou a sua carreira jogando no Cholet Basket da Liga Francesa, depois foi selecionado pelo Chicago Bulls como a 17° escolha geral no Draft da NBA de 2010 e jogou por Washington Wizards, New York Knicks e Indiana Pacers da NBA. Seu último clube foi o Barcelona da Liga ACB.

## Carreira profissional

### Cholet Basket (2007–2010)
Em dezembro de 2007, Séraphin ingressou na equipe principal do Cholet Basket depois de jogar nas categorias de base desde 2006.
Na temporada de 2009-10, ele disputou 32 jogos e teve médias de 6,0 pontos e 4,2 rebotes por jogo, enquanto ajudava Cholet a vencer o título da LNB Pro A. Ele também ganhou o prêmio de Melhor Jogador do campeonato.

### Washington Wizards (2010–2015)
Em 24 de junho de 2010, Séraphin foi selecionado pelo Chicago Bulls como a 17° escolha geral no Draft da NBA de 2010. Em 8 de julho de 2010, ele foi negociado, junto com Kirk Hinrich, ao Washington Wizards em troca de Vladimir Veremeenko. Em 30 de julho de 2010, ele assinou seu contrato de novato com os Wizards.
Em 20 de setembro de 2011, Séraphin assinou contrato com o Caja Laboral da Espanha pelo período de greve da NBA. Em dezembro de 2011, ele voltou aos Wizards após a conclusão da greve.
Em 5 temporadas em Washington, ele jogou em 326 jogos e teve médias de 16.4 minutos, 6.4 pontos e 3.7 rebotes.

### New York Knicks (2015–2016)
Em 6 de agosto de 2015, Séraphin assinou com o New York Knicks. Nessa temporada, ele jogou em 48 jogos e teve médias de 11.0 minutos, 3.9 pontos e 2.6 rebotes.

### Indiana Pacers (2016-2017)
Em 8 de setembro de 2016, Séraphin assinou com o Indiana Pacers. Nessa temporada, ele jogou em 49 jogos e teve médias de 11.4 minutos, 4.7 pontos e 2.1 rebotes.
Em 31 de julho de 2017, ele foi dispensado pelos Pacers.

### Barcelona (2017-2019)
Em 4 de agosto de 2017, Séraphin assinou um contrato de dois anos com o Barcelona, da Liga ACB.
Em 17 de fevereiro de 2019, ele ganhou o troféu da Copa del Rey após uma vitória contra o Real Madrid. Seraphin fez 6 pontos e 1 rebote.

## Carreira internacional
Séraphin foi nomeado para a Equipe do Torneio no EuroBasket Sub-20 de 2009, depois de ajudar a França a ganhar a medalha de prata. 
Ele era membro da Seleção Francesa que chegou à final do EuroBasket de 2011 e perdeu para a Espanha. Ele jogou pela França nos Jogos Olímpicos de Verão de 2012.

## Estatísticas na NBA

### Temporada regular
| Ano      | Time       | PJ  | MPJ | AP   | 3P   | LL   | RT   | AS  | BR  | TO | PPJ | PPG |
| -------- | ---------- | --- | --- | ---- | ---- | ---- | ---- | --- | --- | -- | --- | --- |
| 2010–11  | Washington | 58  | 1   | 10.9 | .449 | .000 | .710 | 2.6 | .3  | .3 | .5  | 2.7 |
| 2011–12  | Washington | 57  | 21  | 20.6 | .531 | .000 | .671 | 4.9 | .6  | .3 | 1.3 | 7.9 |
| 2012–13  | Washington | 79  | 8   | 21.8 | .461 | .000 | .693 | 4.4 | .7  | .3 | .7  | 9.1 |
| 2013–14  | Washington | 53  | 1   | 10.9 | .505 | .000 | .871 | 2.4 | .3  | .1 | .5  | 4.7 |
| 2014–15  | Washington | 79  | 0   | 15.6 | .513 | .000 | .707 | 3.6 | .7  | .1 | .7  | 6.6 |
| 2015–16  | New York   | 48  | 0   | 11.0 | .410 | .000 | .826 | 2.6 | 1.0 | .2 | .8  | 3.9 |
| 2016–17  | Indiana    | 49  | 3   | 11.4 | .551 | .000 | .636 | 2.9 | .5  | .1 | .4  | 4.7 |
| Carreira | Carreira   | 423 | 34  | 15.2 | .489 | .000 | .715 | 3.5 | .6  | .2 | .7  | 5.9 |

### Playoffs
| Ano      | Time       | PJ | MPJ | AP   | 3P   | LL   | RT   | AS  | BR  | TO | PPJ | PPG |
| -------- | ---------- | -- | --- | ---- | ---- | ---- | ---- | --- | --- | -- | --- | --- |
| 2014     | Washington | 4  | 0   | 1.5  | .000 | .000 | .000 | .5  | .0  | .0 | .0  | .0  |
| 2015     | Washington | 6  | 0   | 12.0 | .484 | .000 | .500 | 3.2 | .3  | .3 | .2  | 5.5 |
| 2017     | Indiana    | 4  | 0   | 14.8 | .462 | .000 | .714 | 3.5 | 1.0 | .0 | .5  | 7.3 |
| Carreira | Carreira   | 14 | 0   | 9.8  | .450 | .000 | .615 | 2.5 | .4  | .1 | .2  | 4.4 |

Fonte: